# 玉井晴章
玉井 晴章（たまい はるあき、1989年11月19日 - ）は日本で活動するミュージカル俳優である。愛媛県松山市出身。劇団四季所属。

## 来歴
小学生の頃からダンスやミュージカルのレッスンを受け、2007年に劇団四季研究所へ史上最年少となる当時16歳で47期生として入所する。同期入所には柿澤勇人、五所真理子、斎藤准一郎、斎藤洋一郎、酒井良太、高橋亜衣、竹内一樹、八鳥仁美、原田真由子などがいる。同年8月21日に自由劇場で上演されたジーザス・クライスト＝スーパースターエルサレム・バージョン東京公演のアンサンブル5枠役が初舞台出演となった。

## 主な出演作品
- ジーザス・クライスト＝スーパースター（2007年アンサンブル5枠）
- ハムレット（2007年アンサンブル7枠）
- 赤毛のアン（2008年ジェリー）
- むかしむかしゾウがきた（2008年アンサンブル2枠、2008年太郎坊）
- 春のめざめ（2009年アンサンブル1枠、2009年オットー、2009年モリッツ）
- コーラスライン（2009年マーク）
- 人間になりたがった猫（2010年アンサンブル1枠）
- クレイジー・フォー・ユー（2011年ジミー）
- 劇団四季ソング&ダンス The Spirit（2011年ダンサーパート）
- キャッツ（2013年ギルバート、2017年マンゴジェリー）
- リトル・マーメイド（2014年フランダー）
- ノートルダムの鐘（2022年アンサンブル8枠）
- 美女と野獣（2022年アンサンブル6枠）[1]
- ウィキッド（2024年アンサンブル8枠）